# Grudniowi chłopcy
Grudniowi chłopcy (ang. December Boys) – australijski film obyczajowy z 2007 roku w reżyserii Roda Hardy'ego. Wyprodukowany przez Becker Group i Village Roadshow Pictures.
Premiera filmu odbyła się 14 września 2007 roku w Wielkiej Brytanii i w Stanach Zjednoczonych, natomiast w Australii 20 września 2007 roku.

## Opis fabuły
Australia, lata 60. Czterej przyjaciele, wychowankowie domu dziecka Maps (Daniel Radcliffe), Misty (Lee Cormie), Spark (Christian Byers) i Spit (James Fraser), podczas wakacji poznają parę, która myśli o adopcji. Chłopcy zaczynają nagle rywalizować ze sobą.

## Obsada
- Daniel Radcliffe jako Maps
- Lee Cormie jako Misty
- Christian Byers jako Spark
- James Fraser jako Spit
- Jack Thompson jako Bandy McAnsh
- Teresa Palmer jako Lucy
- Sullivan Stapleton jako Fearless
- Victoria Hill jako Teresa
- Kris McQuade jako pani McAnsh
- Ralph Cotterill ajakos Shellback
- Frank Gallacher jako ojciec Scully